# Panabas
Das Panabas (auch Lantip oder Tabas) ist eine Hiebwaffe der Moro auf den Philippinen. Es wurde auch als Richtschwert benutzt.

## Geschichte
Das Panabas wurde von den Moro Stämmen auf den Philippinen entwickelt. Es dient normalerweise als Busch-, Kriegs- oder Arbeitsmesser. Es diente aber auch bei Hinrichtungen als Exekutionswaffe. Es wird auch heute noch in dem philippinischen Kampfsport Escrima benutzt.

## Beschreibung
Das Panabas besitzt eine lange, gebogene oder abgeknickte Klinge. Die Klinge hat keinen Hohlschliff (fälschlich Blutrinne) und keinen Mittelgrat. Sie ist auf ganzer Länge gebogen oder hat kurz nach dem Heft (Griff) einen nach oben laufenden Knick. Der Ort (Spitze) ist schräg oder gerade (abgeschnitten), aber bei manchen auch lang, spitz auslaufend. Bei den Modellen mit den abgeschrägten Spitzen findet sich an der Schräge ein nach oben zeigender Dorn, ebenso wie beim Kampilan. Die Klinge ist etwa 50 cm lang. Die Gesamtlänge beträgt etwa 80 cm. Der Heft besteht meist aus Holz und ist mit Messing- und/oder Kupferringen verstärkt. Der Knauf besteht aus einer Metallplatte, die den Heft abschließt. Es gibt verschiedene Versionen.